# Abacetus treichi
Abacetus treichi là một loài bọ chân chạy thuộc phân họ Pterostichinae. Loài này được Alluaud mô tả lần đầu năm 1935.